# Malibu Rising
Malibu Rising è un romanzo della scrittrice americana Taylor Jenkins Reid pubblicato nel 2021.

## Trama
Il romanzo è ambientato a Malibu nell'agosto 1983, durante la festa di fine estate della famiglia Riva, composta dal leggendario cantante Mick Riva e dai suoi quattro figli: Nina, surfista e top model; Jay, campione di surf; Hud, un fotografo famoso; Kit, la sorella minore. Tutti i personaggi nascondono dei segreti, a mezzanotte la festa risulta essere fuori controllo, e al mattino la villa dei Riva è oramai andata a fuoco.

## Accoglienza
Malibu Rising è stato un best seller del New York Times e di IndieBound. Il libro ha ricevuto una recensione stellata da Booklist, così come recensioni positive da Kirkus, Publishers Weekly, The Irish Times, Parade, Elle, e The Washington Post. Il libro ha anche vinto il Best Historical Fiction del 2021 ai Goodreads Choice Awards.

## Adattamento
Prima che il romanzo fosse pubblicato, Hulu acquistò i diritti per adattarlo in una miniserie televisiva. Liz Tigelaar sarà la produttrice esecutiva e Amy Talkington la sceneggiatrice.